# Gaillon
Gaillon ist eine französische Gemeinde mit 6785 Einwohnern (Stand 1. Januar 2022) im Département Eure in der Region Normandie. Das Stadtbild wird von der mächtigen Toranlage des Renaissance-Schlosses auf dem Bergvorsprung oberhalb der Stadt beherrscht.

## Geografie
Gaillon liegt am Rande des Plateaus der Madrie am Unterlauf der Seine, an bewaldeten Abhängen, die das Flusstal begrenzen, rund 41 Straßenkilometer südöstlich von Rouen. Die Entfernung nach Les Andelys beträgt 13 Kilometer, nach Vernon 14 Kilometer, nach Louviers 16 Kilometer, nach Val-de-Reuil 18 Kilometer und nach Évreux 23 Kilometer. Außer der Seine fließt noch der Bach Grammont durch das Gemeindegebiet.
Gaillon ist einer Klimazone des Typs Cfb (nach Köppen und Geiger) zugeordnet: Warmgemäßigtes Regenklima (C), vollfeucht (f), wärmster Monat unter 22 °C, mindestens vier Monate über 10 °C (b). Es herrscht Seeklima mit gemäßigtem Sommer.

## Geschichte

### Der Ortsname
Der Ortsname Gaillon erscheint mehrmals in Mittellatein im 12. Jh. als Gaillo, Guaillum, Wallio, Gaalonii. Albert Dauzat und Charles Rostaing gehen von einer Entwicklung aus dem germanischen Vornamen Wadal (Ernst Förstemann erwähnt Wadilus) aus, dagegen spricht allerdings die ursprüngliche Endung auf -o oder -one, die laut Beaurepaire nicht mit einem germanischen Personennamen in den Ortsnamen verwendet wurde. Er schlägt Wadellio(ne) ‚Ort einer Furt‘ als ursprüngliche Bedeutung vor. Vor der Französischen Revolution (1789–1799) hieß die Gemeinde Gaillon-l’Archevêque (‚Gaillon der Erzbischof‘) und wurde deshalb in der Revolution zu Montagne-sur-Gaillon umbenannt.

### Altertum
Die Archäologen konnten in Gaillon keine Spur eines keltischen Oppidums entdecken, fanden aber in der Nachbargemeinde Saint-Aubin-sur-Gaillon die Überreste einer blühenden Gemeinde mit öffentlichen Bädern und gallo-römischen Umgangstempeln. Saint-Aubin war außerdem in der frühen christlichen Zeit die übergeordnete Pfarrgemeinde von Gaillon.

### Mittelalter

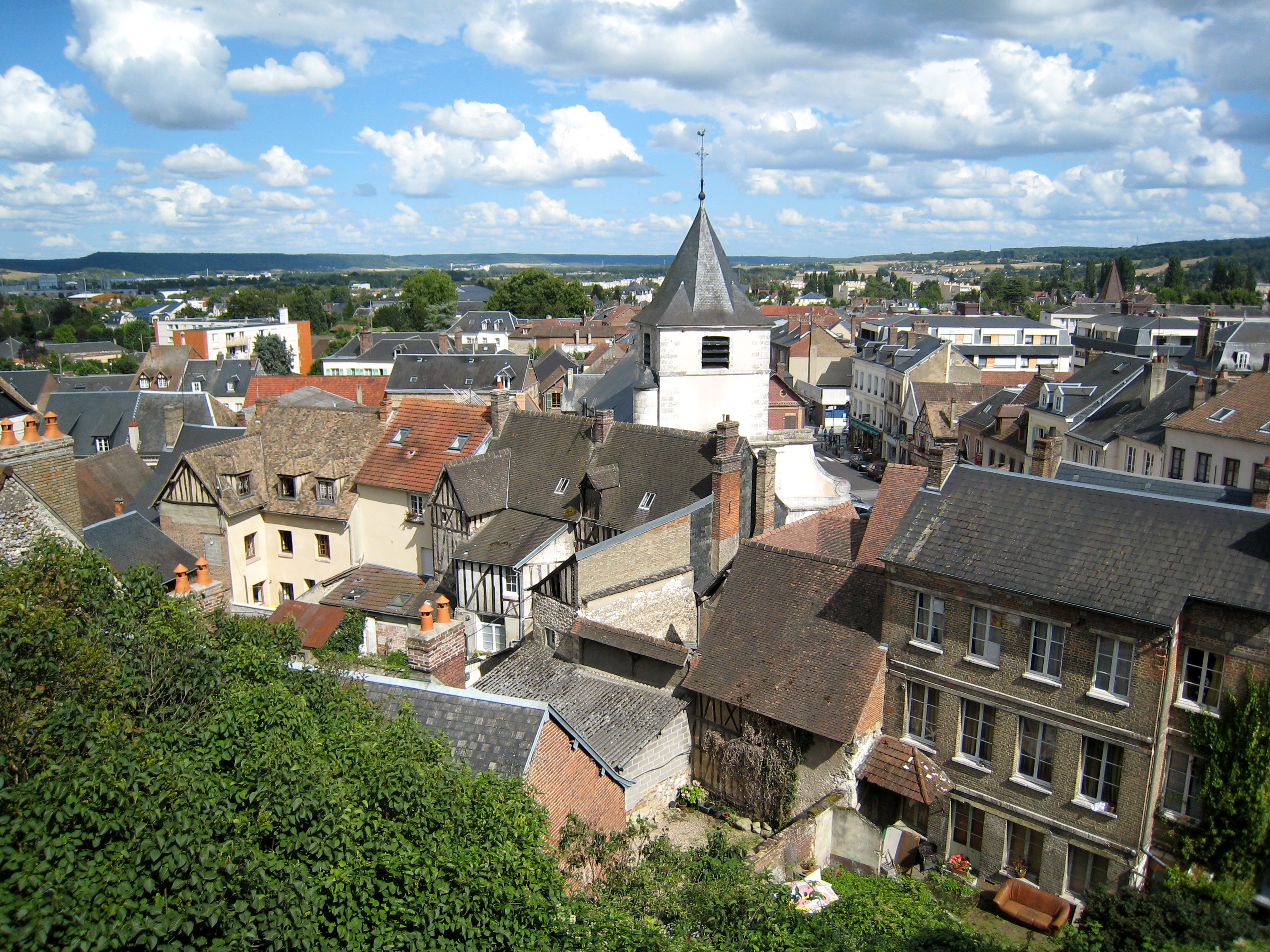
Blick vom Schloss über die Stadt

Im frühen Mittelalter entstand am Ort eine normannische Burg auf dem Kreidefels, um die Grenze der Normandie vor dem König von Frankreich zu schützen. Diese These wird durch die Erwähnung des Kastells in einer Urkunde von Herzog Richard II. (966–1027) unterstützt. Sie gehörte zu einem Verteidigungssystem, das auf mehreren Burgen entlang der Grenze zum Königreich Frankreich beruhte. Dazu gehörten die Burgen von Évreux, Pacy-sur-Eure, Vernon und Gasny.
1192 eroberte der französische König Philipp II. im Zuge seiner Kämpfe in der Normandie gegen Richard Löwenherz die Burg von Gaillon. Nach dem Verlust von vielen normannischen Grenzburgen entschied sich Richard um 1195, das Château-Gaillard in Les Andelys einige Kilometer weiter auf dem anderen Seineufer aufbauen zu lassen.
Nach der Eroberung der Normandie durch das französische Königreich wurde der Ort ein Lehen der Familie Cadoc. Das heutige Stadtwappen geht auf das Wappen dieser Familie zurück.
Der König Ludwig IX. verkaufte den Ort an Eudes Rigaud, Erzbischof von Rouen.

### Das Renaissance-Schloss

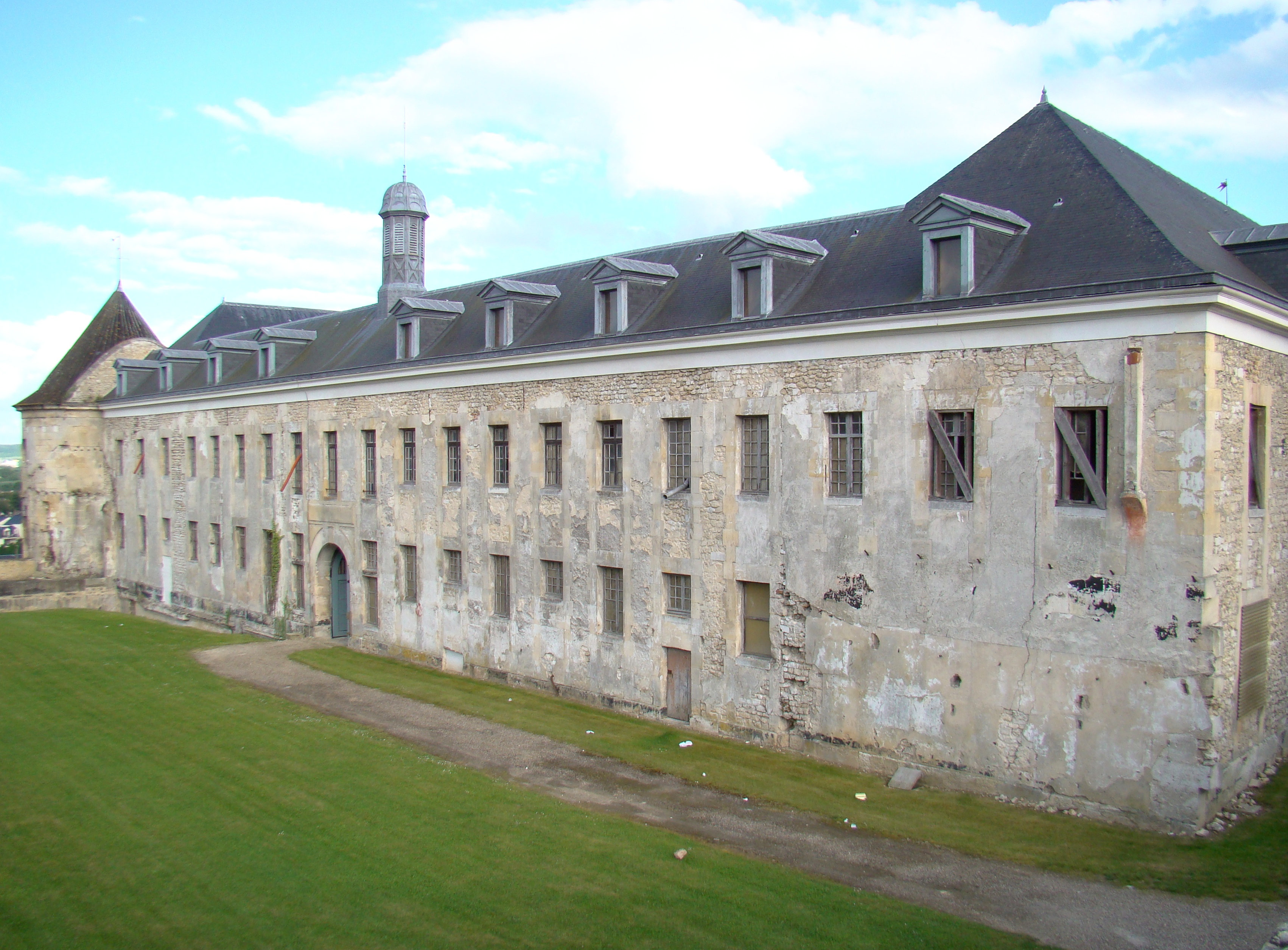
Renovierungsbedürftiger Gebäudetrakt im Innern der Schlossanlage

1453 begann einer seiner Nachfolger, Erzbischof Guillaume d’Estouteville, mit dem Bau einer Anlage, die nach seiner Auffassung die Bezeichnung „Schloss“ verdiente. Kardinal Georges d’Amboise baute die Anlage von 1502 bis 1509 zu einem der größten und prächtigsten Renaissance-Schlösser Frankreichs aus.

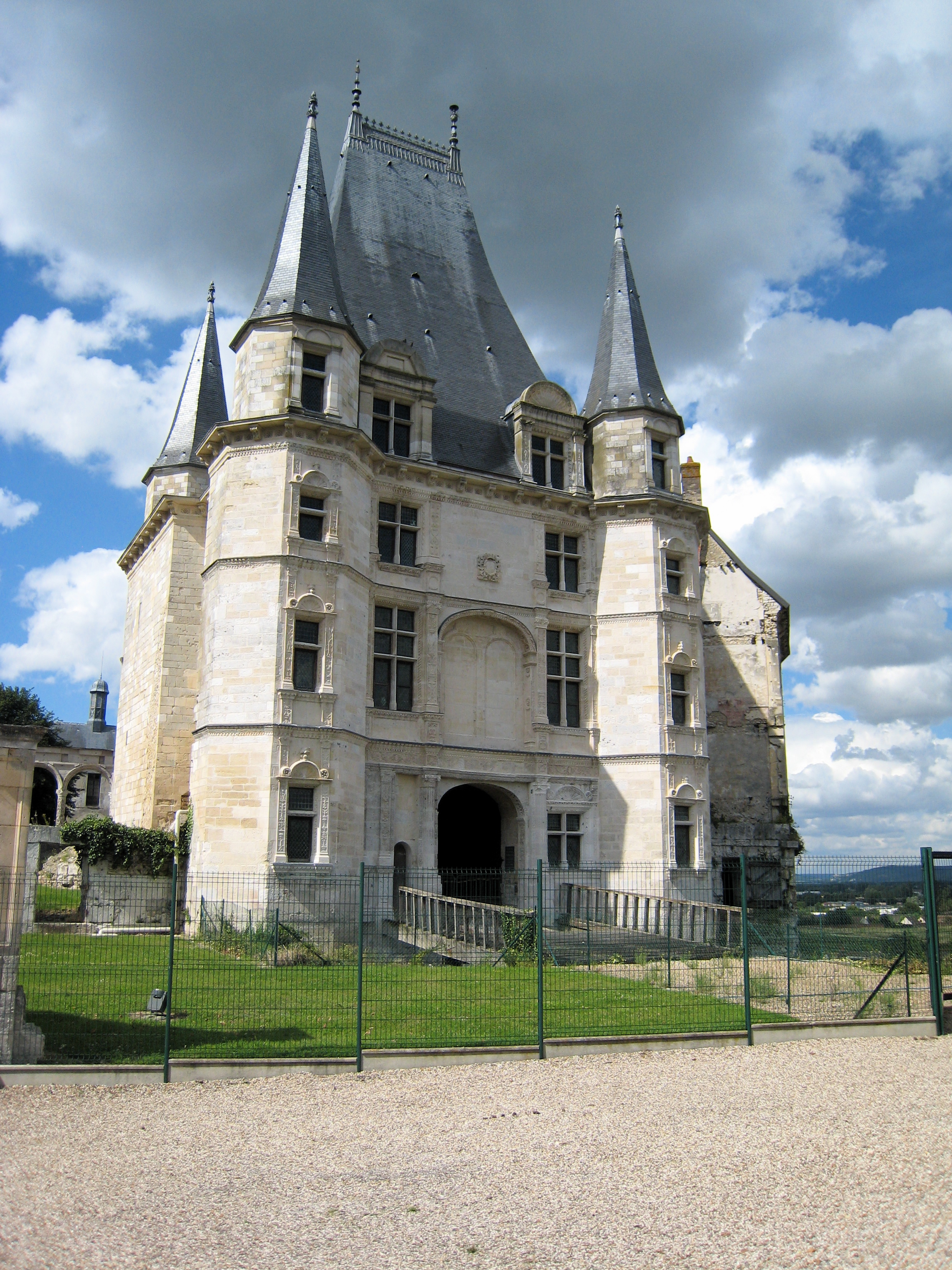
Die Toranlage des Schlosses

1508 besuchten Ludwig XII. und seine Frau Anne de Bretagne den Ort. Weitere hohe Besucher in der feudalen Epoche waren unter anderem die Könige Heinrich III., Heinrich IV., Ludwig XIV. sowie der Kanzler Pierre Séguier. Der Kardinal Dominique de La Rochefoucauld empfing hier Benjamin Franklin und Ludwig XVI.
Die Nachfolger des Kardinals d’Amboise bemühten sich um die Erhaltung sowie um kleinere Ausbauten und Verzierungen der Anlage. 1572 errichtete Charles de Bourbon die Kartause am Seineufer in der Ebene von Aubevoye als Gegenstück zum weltlichen Palast. Jacques-Nicolas Colbert, Erzbischof von Rouen, ließ das Schloss durch die Architekten François Mansart und André Le Nôtre modernisieren.
1754 verwüstete ein Feuer die Anlage. Der Kartäuserorden setzte sie anschließend wieder instand und nutzte sie bis 1790 als Kloster. Während der Französischen Revolution wurden die Bauten geplündert und beschädigt. Sie wurden dem Verfall anheimgegeben. Alexandre Lenoir ließ einige Teile im Hof des Musée des Monuments françaisin Paris ausstellen. Unter der Herrschaft von Napoleon Bonaparte wurde das Schloss zu einem Strafgefängnis umgewandelt und somit sein Verfall besiegelt. 1834 wurde das Schloss an einen Bauern verkauft. Der Kaufvertrag trug den Vermerk: Ce domaine est des plus beaux de France (‚Dieses Gut gehört zu den schönsten in Frankreich‘).

### Jüngere Geschichte
1866 gründete die Vereinigung der Pensionäre (colonie des Douaires) am Ort eine landwirtschaftliche Erziehungsanstalt für straffällige Jugendliche. Im Deutsch-Französischen Krieg (1870–1871) stand der Ort von Dezember 1870 bis März 1871 unter preußischer und deutscher Besatzung.
Zwischen 1899 und 1929 sowie 1932 wurde das Bergrennen Course de côte de Gaillon durchgeführt, das stets auch hochklassige Fahrer wie S.F. Edge, Jules Goux oder Albert Divo anzog. Die Durchführung von 1910 gilt auch als erster Motorsportanlass, an dem ein Fahrzeug der Marke Bugatti teilnahm.
1939 wurde im Schloss von Gaillon ein Internierungslager zur Unterbringung spanischer Flüchtlinge eingerichtet. Von 1941 bis in den Februar 1944 hinein diente das Lager dann vorrangig zur Unterbringung politischer Häftlinge, Juden und unerwünschter Ausländer. Auch Schwarzmarkthändler wurden hier untergebracht und Personen, die sich allgemeiner Rechtsverstöße schuldig gemacht hatten. Von Januar 1941 bis September 1942 war Gaillon ein reines Männerlager. Von Oktober 1942 bis Februar 1943 waren hier auch Frauen interniert, die dann aber in das Lager Camp de la Lande in Monts verlegt wurden.
Während des Westfeldzugs wurde Gaillon am Morgen des 10. Juni 1940 von der deutschen Wehrmacht eingenommen. Im Sommer 1944 während der Operation Overlord bombardierte die Alliierte Luftwaffe die Stadt.
Seit Mitte der 1990er Jahre wurde die Restauration von Teilen der Schlossanlage in Angriff genommen.

## Bevölkerungsentwicklung
| Jahr                       | 1962 | 1968 | 1975 | 1982 | 1990 | 1999 | 2009 | 2017 |
| Einwohner                  | 3152 | 3604 | 4318 | 5845 | 6303 | 6861 | 7224 | 6924 |
| Quellen: Cassini und INSEE |      |      |      |      |      |      |      |      |

## Städtepartnerschaft
Gaillon unterhält eine Städtepartnerschaft mit der deutschen Stadt Sarstedt.

## Sehenswürdigkeiten
- Das große Torhaus des Renaissance-Schlosses oberhalb des Ortes ist das Wahrzeichen der Stadt. Es wurde 1980 restauriert. Die dahinter gelegenen Teile der großen Schlossanlage werden seit 2024 umfassend renoviert.
- Der alte Stadtkern ist geprägt von zahlreichen Fachwerkhäusern aus dem 18. und 19. Jahrhundert im normannischen Stil.
- Ruine des Kollegiatstifts Collégiale Saint-Antoine aus dem 13. Jahrhundert, im 18. Jahrhundert zerstört.
- Die Kirche Saint-Ouen wurde um 1774 erbaut. Ihre Einrichtung stammt aus dem 15. bis 18. Jahrhundert.[11]
- Oratorium Saint-Jean-Baptiste (Johannes der Täufer) aus dem 17. und 19. Jahrhundert
- Kapelle der Jugend-Besserungsanstalt aus dem 19. Jahrhundert
- Manoir de l’Aunay aus dem 17. Jahrhundert
- Waschhaus (Lavoir) aus der zweiten Hälfte des 18. Jahrhunderts

## Wirtschaft
Auf dem Gemeindegebiet gelten geschützte geographische Angaben (IGP) für Schweinefleisch (Porc de Normandie), Geflügel (Volailles de Normandie) und Cidre (Cidre de Normandie und Cidre normand).

## Persönlichkeiten
- Albert Demangeon (1872–1940), Geograf und Professor an der Sorbonne. Er verbrachte seine Kindheit in Gaillon.[11]